# Даланжаргалан
Даланжаргалан — сомон у Східно-Гобійському аймаку Монголії. Територія 4,046 тис. км², населення 2,1 тис. чол. Центр — селище Цомог розташований на відстані 150 км від Сайншанду та 302 км від Улан-Батора.

## Рельєф
Гори Чойрин Богд уул (1678 м), широкі долини Жаран, Бееж, невеликі джерела та струмки.

## Клімат
Клімат різкоконтинентальний. Середня температура січня −18 градусів, липня +21 градус, щорічна норма опадів 175 мм.

## Тваринний світ
Водяться корсаки, вовки, лисиці.

## Соціальна сфера
Працює середня школа, лікарня, торговельні установи. Колишній військовий аеродром

## Корисні копалини
Запаси бурого вугілля, залізної руди, гірського та димчатого кришталю, агату, халцедону.